# Creu d'en Valero
La creu d'en Valero és una creu de terme situada a la Plaça dels Tres Molins, al nucli urbà de Campos, Mallorca. L'actual creu, de marès i de paredat en verd, és una reproducció del 1937 obra de l'escultor Joan Serra que substitueix una de més antiga que hi havia al mateix lloc des del 1549, i que fou enderrocada el 1933. La base és octogonal amb tres graons. També són octogonals el fust, que té un remat estriat i l'escut de Campos al mig, i el capitell, que té vuit figures dins fornícules amb veneres. Hi ha representats Sant Antoni Abat, la Mare de Déu amb el nin, sant bisbe amb el llibre i bàcul, Sant Francesc d'Assís, Sant Pere, Santa Àgueda, Sant Jaume i el Beat Ramon Llull. La creu és llatina, de braços rectes amb terminacions amb florons i decoracions vegetals entre els braços; en una cara hi ha representat Crist crucificat i l'altra no té ornamentació.